# Seznam pohřbených na kroměřížském hřbitově
Pohřbení na hřbitově v Kroměříži - přehled hrobů osobností na  hřbitově v Kroměříž. Další informace o osobnostech spojených s městem Kroměříž můžete najíti i v článku Kroměřížské pamětní desky. 
Výkon správy pohřebiště zajišťují Kroměřížské technické služby, s. r. o.. Péčí správy hřbitova byly v letech 2018 a 2019 na vybraných hrobech obnoveny jejich nápisy. 

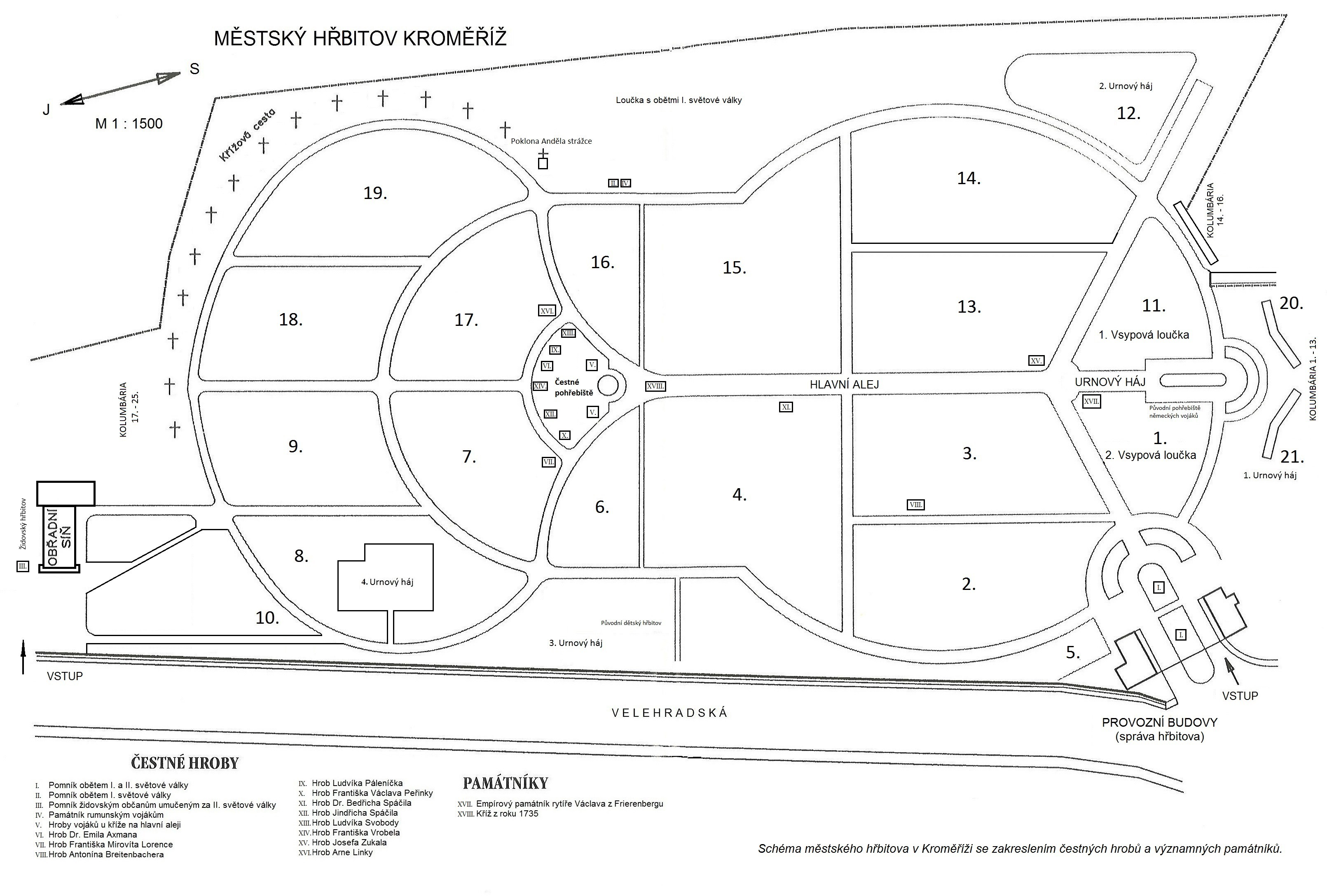
Schéma městského hřbitova v Kroměříži s rozmístěním čestných hrobů a památníků

## Čestné hroby
| Název                                                           | Fotografie | Poloha                           | Narození                 | Úmrtí                        | Evidence | Popis a poznámky |
| --------------------------------------------------------------- | ---------- | -------------------------------- | ------------------------ | ---------------------------- | --- | --- |
| Axman, Emil                                                     |            | 49°17′9″ s. š., 17°23′14″ v. d.  | 1887                     | 1949                         | čestné pohřebiště 22/012 | český hudební skladatel, publicista a folklorista na náhrobku je instalována busta od sochaře Karla Otáhala (1901–1972) z roku 1947 |
| Breitenbacher, Antonín                                          |            | 49°17′12″ s. š., 17°23′17″ v. d. | 1874                     | 1937                         | hrobové místo 03/070 | římskokatolický kněz, historik, archivář a knihovník |
| Hroby vojáků u kříže na hlavní aleji                            |            | 49°17′9″ s. š., 17°23′14″ v. d.  |                          |                              | CZE-7203-30697 CZE-7203-30696 CZE-7203-30703 CZE-7203-30699 CZE-7203-30679 CZE-7203-30698 CZE-7203-30695 CZE-7203-30702 CZE-7203-30701 CZE-7203-30700 CZE-7203-30687 CZE-7203-30683 Vojenské pietní místo čestné pohřebiště | V levé části: legionáři: Maňák Cyril pohřben 17. 05. 1938, Maixner Hynek pohřben 22. 10. 1932, Smolek František pohřben 06. 09. 1938, Ondráš Eduard pohřben 08. 12. 1937 příslušník 3. brigády 1.čs. armádního sboru: Mikula Ondřej pohřben 14. 05. 1945 příslušník čs. vojenských jednotek v zahraničí: Friedman Alexandre pohřben 30. 08. 1945 V pravé části: Dohňanský Štefan pohřben 13. 05. 1945, Puzjak Josef pohřben 13. 05. 1945, Rančák Jan pohřben 13. 05. 1945, Sedmák František pohřben 14. 05. 1945, Lipčej Vasil pohřben 13. 05. 1945, Dukaj Fedor pohřben 08. 06. 1945 Přechodně pohřbeni: Štefan Šoltyz pohřben 14.05.1945, exhumován, pozůstatky převezeny na Slovensko nadporučík (1LT) US Army James E. Hoffman, sestřelen 22. 08. 1944 mezi obcemi Věžky a Zlobice Hrob byl exhumován 10. září 1946 a pozůstatky převezeny do USA a je pohřben na hřbitově Rolling Green, v Camp Hill, Pensylvánie. četař (PFC) S Army Isadore R. Goldfarb zemřel v kroměřížském lazaretu dne 6.1.1945 (pohřben 13.1.1945), exhumován 10.9.1947, 13.4.1948 pohřben v Neuville v Belgii, od 2.9.1949 je uložen na Arlingtonském národním hřbitově ve Virginii |
| Linka, Arne                                                     |            | 49°17′9″ s. š., 17°23′13″ v. d.  | 1938                     | 1999                         | hrobové místo 17/287 | klavírista, improvizátor, skladatel, hudební teoretik a publicista, pedagog a terapeut |
| Lorenc, František Mirovít                                       |            | 49°17′9″ s. š., 17°23′14″ v. d.  | 1800                     | 1863                         | čestné pohřebiště 07/089 | učitel a národní buditel jeho ostatky byly ze starého hřbitova slavnostně převezeny a uloženy do četného hrobu v roce 1936 |
| Památník obětem 1. a 2. světové války                           |            | 49°17′15″ s. š., 17°23′20″ v. d. | 1946 instalace sousoší   | 1973 rekonstrukce a doplnění | Vojenské pietní místo u hlavního vstupu na hřbitov | První část je tvořena žulovým podstavcem s pískovcovým sousoším, jehož autorem je akademický sochař Julius Pelikán Druhá část se skládá z šesti žulových schránek s prstí bojišť první a druhé světové vláky a z koncentračních táborů 1. schránka: MAUTHAUSEN, BRESLAU, BUCHENWALD, ORANIENBURG, DACHAU, DRESDEN 2. schránka: DZEBEL, FLOSENBURG, GROSS ROSEN, HOLZWINDEN, EICHENHAUSEN, LŰBECK, MAJDANEK 3. schránka: ZBOROV, VOUZIERS, DOSS ALTO, DUKLA, KIJEV, DUNKERQUE 4. schránka: MÍROV, TEREZÍN, RAVENSBRŰCK, RÝMAŘOV, TREBLINKA, VARŠAVA 5. schránka: BRNO, PRAHA, STEIN, BERNAU, BRIEG, BAYREUTH 6. schránka: BŘEST, KROMĚŘÍŽ, PLOŠTINA, OSVĚTIM, BIRKENAU |
| Památník rumunským vojákům                                      |            | 49°17′10″ s. š., 17°23′11″ v. d. |                          | 1945                         | CZE-7203-30598 Vojenské pietní místo hrobové místo v oddíle 16 | ANUL 1945 EROILOR C. 4. A. ROMANCAZUTI PENTRU ELIBERAREA ORASELOR UH. OSTROHU KROMĚŘÍŽE SI KOJETÍNA ROK 1945 HRDINŮM KOR. 4. ARM. RUMUNSKÉ ZA OSVOBOZENÍ MĚST UH. OSTROHU KROMĚŘÍŽE I KOJETÍNA JEHOŽ SE ÚČASTNILI TAKÉ ČEŠTÍ VLASTENCI |
| Památník židovským občanům                                      |            | 49°17′3″ s. š., 17°23′15″ v. d.  |                          | 1962                         | CZE-7203-30674 v židovské části hřbitova | K UCTĚNÍ PAMÁTKY TŘÍ SET ŽIDOVSKÝCH OBČANŮ KROMĚŘÍŽSKA, KTEŘÍ BYLI UMUČENI V DOBĚ DRUHÉ SVĚTOVÉ VÁLKY, POSTAVILA HRSTKA PŘEŽIVŠÍCH TENTO PAMÁTNÍK, ABY NABÁDAL K SNÁŠENLIVOSTI A MÍRUMILOVNOSTI |
| Páleníček, Ludvík                                               |            | 49°17′9″ s. š., 17°23′13″ v. d.  | 1887                     | 1949                         | čestné pohřebiště 22/010 | historik, teatrolog, kunsthistorik, překladatel a autor knih pro mládež |
| Peřinka, František Václav                                       |            | 49°17′9″ s. š., 17°23′14″ v. d.  | 1878                     | 1949                         | čestné pohřebiště 22/022 | historik, archivář náhrobek navrhl akademický malíř František Vrobel |
| Pomník obětem I. světové války                                  |            | 49°17′10″ s. š., 17°23′11″ v. d. |                          |                              | CZE-7203-30591 Vojenské pietní místo hrobové místo v oddíle 16 | ODPOČINEK OBĚTÍ I. SVĚTOVÉ VÁLKY v roce 2016 byla doplněna pískovcová deska s nápisem: "Na loučce je pohřbeno 1325 obětí I. světové války" |
| Profesoři Piaristického gymnázia                                |            | 49°17′10″ s. š., 17°23′15″ v. d. | 1810 1821 1812 1810 1819 | 1891 1890 1893 1880 1904     | hrobové místo 06/273 | P. Athanasius František Mayer rektor, profesor matematiky a fyziky P. Emerich František Borůvka profesor náboženství P. Pavel Jan Garreis profesor latiny, zeměpisu a dějepisu P. Fabian Jan Mathia profesor řečtiny a filozofie P. František Xaver Veselý profesor přírodovědy Jejich ostatky byly ze starého hřbitova slavnostně převezeny a uloženy do čestného hrobu na novém hřbitově v roce 1936. |
| Spáčil, Bedřich                                                 |            | 49°17′11″ s. š., 17°23′15″ v. d. | 1898                     | 1974                         | hrobové místo 4/017-018 | československý právník, politik a poválečný poslanec NS z náhrobku byl odcizen reliéf Madony s dítětem od Jaroslava Horejce |
| Spáčil, Jindřich                                                |            | 49°17′9″ s. š., 17°23′14″ v. d.  | 1899                     | 1978                         | čestné pohřebiště 22/020 | český učitel, spisovatel a amatérský archeolog |
| Svoboda, Ludvík Svoboda, Miroslav Klusák, Milan Klusáková, Luďa |            | 49°17′9″ s. š., 17°23′13″ v. d.  | 1895 1924 1923 1950      | 1979 1942 1992 2020          | CZE-7203-30527 CZE-7203-26713 CZE-7203-30526 Vojenské pietní místo čestné pohřebiště 22/001 | československý generál a politik syn Ludvíka Svobody zavražděn v koncentračním táboře Mauthausen československý diplomat, vysokoškolský pedagog a dlouholetý ministr kultury česká historička působící v Ústavu světových dějin Filozofické fakulty Univerzity Karlovy na náhrobku je umístěn reliéf manželů Svobodových od Jiřího Prádlera |
| Vrobel, František                                               |            | 49°17′9″ s. š., 17°23′14″ v. d.  | 1892                     | 1953                         | čestné pohřebiště 22/016 | akademický malíř |
| Zukal, Josef                                                    |            | 49°17′14″ s. š., 17°23′15″ v. d. | 1841                     | 1929                         | hrobové místo 13/127-129 | český historik a pedagog, zakladatel moderní české historiografie ve Slezsku |

## Vojenské hroby
Významné vojenské hroby jsou zařazeny i mezi hroby čestné.
| Název                                        | Fotografie | Poloha                           | Narození  | Úmrtí     | Evidence                                        | Popis a poznámky |
| -------------------------------------------- | ---------- | -------------------------------- | --------- | --------- | ----------------------------------------------- | --- |
| Brauchbar, Vilém Brauchbar, Richard          |            | 49°17′3″ s. š., 17°23′14″ v. d.  | 1867 1902 | 1942 1945 | CZE-7203-30598 v židovské části hřbitova        | Vilém Brauchbar 26.11.1867 – zemřel v koncentračním táboře v Terezíně 11.11.1942 Richard Brauchbar 1.1.1902 – zastřelen na pochodu smrti Schwarzheide-Sachsenhausen 7.5.1945 |
| Brůžek, Franta                               |            | 49°17′7″ s. š., 17°23′17″ v. d.  | 1861      | 1943      | CZE-7203-30598 hrobové místo 05/281             | Franta Brůžek, 9.3.1861 – 26.1.1943, operní pěvec, herec a žurnalista |
| Fiala, Zdenko                                |            | 49°17′10″ s. š., 17°23′11″ v. d. | 1880      | 1920      | Vojenské pietní místo hrobové místo v oddíle 16 | Kapitán Zdenko Fiala, 5.4.1880 – 21.8.1920 |
| Frierenberger, Václav Jan                    |            | 49°17′14″ s. š., 17°23′16″ v. d. | 1759      | 1823      | rozptylová loučka                               | vojenský velitel, účastník napoleonských válek empírový památník je nemovitá Kulturní památka České republiky s číslem 101308 a byl přesunut v roce 1936 ze starého hřbitova |
| Lopojda, Jiří                                |            | 49°17′17″ s. š., 17°23′17″ v. d. | 1916      | 1999      | CZE7203-30586 hrobové místo 21/505              | plukovník v.v., nositel Sokolovské pamětní medaile, řidič tanku T-34 "Lidice"                                                                                                |
| Mikšík, Vilém                                |            | 49°17′12″ s. š., 17°23′11″ v. d. | 1903      | 1926      | Vojenské pietní místo hrobové místo 15/045      | desátník polní pilot leteckého pluku č.2 Vilém Mikšík, zahynul při letecké havárii vojenského letadla Aero A-12.64 u Plešovce dne 2.9.1926                                   |
| Olešinský, Vladimír                          |            | 49°17′8″ s. š., 17°23′13″ v. d.  | 1881      | 1920      | Vojenské pietní místo hrobové místo 17/069      | Vladimír Olešinský major 3. pěšího pluku v hrobě je pohřben i otec spisovatele a také důstojníka 3. pěšího pluku Richarda Sichy učetní Ignác Sicha                           |
| Reyl-Hanisch von Greiffenthal, Johann Ritter |            | 49°17′13″ s. š., 17°23′11″ v. d. | 1833      | 1918      | CZE-7203-30596 hrobové místo 14/070             | generálmajor v.v., velitel 3. pěšího pluku v Kroměříži |
| Richter, Osvald                              |            | 49°17′10″ s. š., 17°23′11″ v. d. | 1893      | 1925      | CZE7203-30604 hrobové místo v oddíle 16         | účetní rotmistr ženijního pluku č. 2 (16.11.1920-24.09.1938 Kroměříž) |
| Vavroušek, Karel                             |            | 49°17′10″ s. š., 17°23′11″ v. d. | 1885      | 1918      | CZE7203-30588 hrobové místo v oddíle 16         | učitel Karel Vavroušek, praporčík 25. pluku domobraneckého |

## Hroby kněží
Mezi čestnými hroby jsou zařazeny i kněžské hroby posledních kroměřížských piaristů a hrob Antonína Breitenbachera.
| Název                             | Fotografie                                                                 | Poloha                           | Narození                                                                   | Úmrtí                                                                 | Evidence                                                    | Popis a poznámky |
| --------------------------------- | -------------------------------------------------------------------------- | -------------------------------- | -------------------------------------------------------------------------- | --------------------------------------------------------------------- | ----------------------------------------------------------- | --- |
| Blažek, Jan Bartek, Jan           |                                                                            | 49°17′14″ s. š., 17°23′16″ v. d. | 1871 1911                                                                  | 1936 1985                                                             | hrobové místo 03/122                                        | český římskokatolický kněz a ředitel arcibiskupského gymnázia v Kroměříži (1871–1936) děkan Kolegiátní kapituly u svatého Mořice v Kroměříži, houslista, dirigent, sbormistr |
| Buřinský, Alois Chodníček, Julius |                                                                            | 49°17′6″ s. š., 17°23′12″ v. d.  | 1829 1837                                                                  | 1897 1895                                                             | hrobové místo 18/086-087, původně evidován jako čestný hrob | katolický kněz, autor náboženské literatury, superior Voršilek (OSU) katolický kněz, matematik a spisovatel Pochováni ve společném hrobě 27 kněží, jejichž ostatky byly převezeny ze starého hřbitova v roce 1936. Další pohřbení: Josef Dluhoš, Klement Doleček, Ondřej Došlík, Josef Droběna, František Dvořák, Jan Fiala, Tomáš Groger, František Hanák, František Hrbáček, František Jaksche, Bedřich Kaun, Jan Karkoš, Antonín Liebner, Antonín Matějíček, Jan Pavlík, Alois Rosík, Antonín Satke, František Secký, Tomáš Sedláček, František Slavík, František Taufer, František Trnka, František Vaculík, Václav Valsa, Josef Vyhnánek. |
| Čížkovský, Zdeněk                 |                                                                            | 49°17′12″ s. š., 17°23′13″ v. d. | 1921                                                                       | 2004                                                                  | hrobové místo 13/074                                        | moravský katolický kněz a misionář, nositel vyznamenání Gratias Agit |
| Kněžské pole                      |                                                                            | 49°17′5″ s. š., 17°23′16″ v. d.  | 1861 1868 1877 1909 1883 1882 1876 1864 1914 1864 1895 1880 1864 1863 1885 | 1938 1958 1939 1968 1967 1940 1938 1975 1938 1975 1942 1948 1942 1940 | hrobové místo 08/061                                        | Msgr. Josef Chytil Msgr. Antonín Janda Msgr. Zeno Jockl František Jagoš Ludvík Kašpar Msgr. Dr. František Kutal Augustin Navrátil Msgr. Dr. Inocenc Obdržálek Josef Pokorný Arcib. rada Cyril Stojan František Surala Alois Šebela František Špaček Msgr. František Zapletalík Msgr. Karel Zetek |
| Kozák, Rafael                     |                                                                            | 49°17′8″ s. š., 17°23′16″ v. d.  | 1864                                                                       | 1927                                                                  | hrobové místo 07/075                                        | moravský katolický kněz, vojenský kaplan, podplukovník ve výslužbě, a jednatel Apoštolátu sv. Cyrila a Metoděje |
| Roska, Julián Msgr.               |                                                                            | 49°17′6″ s. š., 17°23′11″ v. d.  | 1860                                                                       | 1928                                                                  | hrobové místo 18/069                                        | ředitel arcibiskupského velkostatku v Kroměříži, koncesionář Železniční trati Frýdlant nad Ostravicí – Ostravice, čestný občan města Kopřivnice |
| Snopek, František                 | hrob není označen jeho jménem, hrobové místo bylo pronajato novým nájemcům | 49°17′13″ s. š., 17°23′14″ v. d. | 1853                                                                       | 1921                                                                  | hrobové místo 13/390                                        | římskokatolický kněz, historik, archivář, předchůdce Antonína Breitenbachera |
| Španěl, Jiljí                     |                                                                            | 49°17′14″ s. š., 17°23′11″ v. d. | 1883                                                                       | 1964                                                                  | hrobové místo 14/047                                        | moravský katolický kněz, profesor Arcibiskupského gymnázia v Kroměříži, akademický malíř a čestný člen Sdružení výtvarných umělců moravských |

## Další osobnosti
| Název                                            | Fotografie | Poloha                           | Narození       | Úmrtí          | Evidence                              | Popis a poznámky |
| ------------------------------------------------ | --- | -------------------------------- | -------------- | -------------- | ------------------------------------- | --- |
| Bořuta, Jaroslav                                 | | 49°17′16″ s. š., 17°23′19″ v. d. | 1934           | 1998           | hrobové místo 30 (kolumbárium) 01/008 | hokejový útočník, autor prvního gólu Zlína v lize, jeho druhý ligový gól zajistil první vítězství Zlína v lize |
| Dvořák, Jaromír                                  | | 49°17′12″ s. š., 17°23′14″ v. d. | 1931           | 2004           | hrobové místo 15/004                  | vysokoškolský profesor, literární historik |
| Gazdoš, Antonín                                  | | 49°17′15″ s. š., 17°23′14″ v. d. | 1905           | 1989           | hrobové místo 11/028                  | pedagog, malíř, autor řady článků z oboru |
| Glabazňová, Marie                                | | 49°17′7″ s. š., 17°23′17″ v. d.  | 1896           | 1980           | hrobové místo 08/104-105              | česká spisovatelka, učitelka a katolická básnířka |
| Harna, Sylvestr                                  | | 49°17′9″ s. š., 17°23′11″ v. d.  | 1890           | 1948           | hrobové místo 16/088                  | legionářský výtvarník, sochař a pedagog |
| Homola, Angustin                                 | | 49°17′7″ s. š., 17°23′16″ v. d.  | 1899           | 1953           | hrobové místo 08/228                  | varhaník, sbormistr, hudební pedagog, skladatel, žák Leoše Janáčka |
| Jedlička, Josef                                  | | 49°17′14″ s. š., 17°23′16″ v. d. | 1863           | 1944           | hrobové místo 03/125                  | politik, pedagog a starosta Kroměříže |
| Kulp, Vojtěch                                    | | 49°17′10″ s. š., 17°23′14″ v. d. | 1850           | 1932           | hrobové místo 15/097-098              | politik, poslanec Moravského zemského sněmu a Říšské rady, koncem 19. století první český starosta Kroměříže |
| Machát, Bohumír                                  | | 49°17′14″ s. š., 17°23′18″ v. d. | 1947           | 2021           | hrobové místo 02/208                  | československý reprezentant vodního slalomu na divoké vodě, v roce 1973 získal stříbrnou medaili na mistrovství světa v Muoathalu ve Švýcarsku                                                                      |
| Machourek, Antonín Marek                         | | 49°17′12″ s. š., 17°23′16″ v. d. | 1913           | 1991           | hrobové místo 04/001                  | malíř, grafik, žák Maxe Švabinského, člen pařížského Salonu Indépendans hrob je v péči Muzea Kroměřížska |
| Mejsnar, Karel                                   | | 49°17′6″ s. š., 17°23′16″ v. d.  | 1902           | 1969           | hrobové místo 08/074                  | český právník, publicista a knihovník kroměřížské knihovny, osvětový a skautský pracovník |
| Mildschuh, Vilibald                              | | 49°17′11″ s. š., 17°23′18″ v. d. | 1878           | 1939           | hrobové místo 05/075                  | rakouský a český právník a politik z Moravy český ekonom a statistik, syn politika Vilibalda Mildschuha |
| Mošner, František Jan Kozánek, Jan Kozánek, Emil | | 49°17′10″ s. š., 17°23′14″ v. d. | 1897 1819 1856 | 1876 1890 1927 | hrobové místo 15/094-096              | lékař, profesor chirurgie a babictví, rektor olomoucké univerzity advokát, novinář a politik; poslanec Moravského zemského sněmu advokát, činovník Sokola, hudební organizátor, klavírista, přítel Antonína Dvořáka |
| Nábělek, František                               | | 49°17′8″ s. š., 17°23′14″ v. d.  | 1852           | 1915           | hrobové místo 07/015                  | český pedagog, fyzik a astronom |
| Novák, Bořivoj                                   | | 49°17′14″ s. š., 17°23′11″ v. d. | 1906           | 1973           | hrobové místo 14/063                  | profesor rusistiky a literární vědy, děkan Filosofické fakulty MU |
| Obrtel, Vít                                      | | 49°17′17″ s. š., 17°23′16″ v. d. | 1901           | 1988           | hrobové místo 21/720                  | český architekt, teoretik architektury, designér, návrhář nábytku, scénograf, typograf, knižní grafik, básník a redaktor                                                                                            |
| Pechtor, Čeněk                                   | | 49°17′8″ s. š., 17°23′15″ v. d.  | 1872           | 1940           | hrobové místo 06/022                  | spisovatel, vydavatel a redaktor |
| Pinsker, Otakar                                  | | 49°17′10″ s. š., 17°23′19″ v. d. | 1873           | 1935           | hrobové místo 05/202                  | novinář, redaktor a publicista |
| Pouchlá, Amálie                                  | hrob není označen jejím jménem, hrobové místo bylo pronajato novým nájemcům                                                               | 49°17′13″ s. š., 17°23′13″ v. d. | 1881           | 1964           | hrobové místo 14/109                  | česká politička a feministka, členka České strany národně socialistické, zastupitelka města a první vykonavatelka úřadu náměstkyně starosty města v historii Československa                                         |
| Prager, Karel                                    | | 49°17′10″ s. š., 17°23′15″ v. d. | 1923           | 2001           | hrobové místo 04/172                  | český architekt, kromě obytných domů autor i některých významných veřejných budov, například budovy Federálního shromáždění a Nové scény Národního divadla v Praze                                                  |
| Silný, Josef                                     | | 49°17′12″ s. š., 17°23′14″ v. d. | 1902           | 1981           | hrobové místo 15/129                  | československý reprezentant, fotbalista, držitel stříbrné medaile z mistrovství světa v Itálii roku 1934 kroměřížský rodák a odchovanec Hanácké Slavie                                                              |
| Suchý, Julius                                    | hrob byl původně přestěhován ze starého hřbitova, v současnosti již není označen jeho jménem, hrobové místo bylo pronajato novým nájemcům | 49°17′9″ s. š., 17°23′16″ v. d.  | 1847           | 1894           | hrobové místo 06/107                  | Julius Suchý – lékař a autor řady významných prací v oboru |
| Světlík, Eduard                                  | | 49°17′9″ s. š., 17°23′12″ v. d.  | 1903           | 1970           | hrobové místo 17/006                  | akademický malíř |
| Svoboda, Václav Plumlovský                       | | 49°17′6″ s. š., 17°23′11″ v. d.  | 1872           | 1956           | hrobové místo 18/309                  | opuštěný hrob pábitele a naivního básníka, jednoho z předobrazů Járy Cimrmana |
| Sysel, František                                 | | 49°17′15″ s. š., 17°23′13″ v. d. | 1927           | 2013           | hrobové místo 14/014                  | akademický malíř, restaurátor mimo jiné restauroval i nejvzácnější exponát obrazárny Arcibiskupského zámku v Kroměříži obraz Apollo a Marsyas                                                                       |
| Šabatka, Eduard                                  | | 49°17′8″ s. š., 17°23′14″ v. d.  | 1921           | 2007           | hrobové místo 07/161                  | československý fotbalista a lední hokejista kroměřížský rodák a odchovanec Hanácké Slavie |
| Šimáně, Čestmír                                  | | 49°17′12″ s. š., 17°23′16″ v. d. | 1919           | 2012           | hrobové místo 03/305                  | český jaderný fyzik, zakladatel jaderného výzkumu u nás |
| Škranc, Vladimír                                 | | 49°17′15″ s. š., 17°23′17″ v. d. | 1922           | 1999           | hrobové místo 21/076                  | akademický malíř, grafik a pedagog, autor výzdoby sálu Městského pivovaru |
| Štěpánek, Jan                                    | | 49°17′12″ s. š., 17°23′18″ v. d. | 1938           | 2013           | hrobové místo 02/162                  | sbormistr a pedagog, nositel Ceny Františka Lýska |
| Třasoň, Eugen                                    | | 49°17′12″ s. š., 17°23′13″ v. d. | 1886           | 1950           | hrobové místo 15/020                  | dirigent, sbormistr pěveckého spolku Moravan a pedagog |
| Veselský, Miloslav                               | | 49°17′9″ s. š., 17°23′14″ v. d.  | 1866           | 1913           | hrobové místo 06/010                  | český politik, poslanec Moravského zemského sněmu za volební obvod Kroměříž, Zdounky, Hulín a v letech 1910 – 1913 starosta Kroměříže                                                                               |
| Višňák, František Jančík, Jan                    | | 49°17′14″ s. š., 17°23′16″ v. d. | 1845 1867      | 1896 1950      | hrobové místo 03/001                  | František Višňák, c. k. školní rada, první ředitel českého gymnázia v Kroměříži Msgr. Jan Jančík, kanovník Kolegiátní kapituly u svatého Mořice                                                                     |
| Vlčková, Věra                                    | | 49°17′16″ s. š., 17°23′18″ v. d. | 1944           | 1989           | hrobové místo 30 (kolumbárium) 05/033 | divadelní a filmová česká herečka |
| Voznica, Alois                                   | | 49°17′13″ s. š., 17°23′13″ v. d. | 1869           | 1950           | hrobové místo 14/288                  | hrob otce v Kroměříži narozené spisovatelky Olgy Barényi píšící do roku 1945 česky, poté v exilu německy |
| Zahradníček, Josef                               | | 49°17′10″ s. š., 17°23′13″ v. d. | 1881           | 1968           | hrobové místo 16/003                  | vysokoškolský profesor, fyzik |
| Zahradník, René                                  | | 49°17′14″ s. š., 17°23′15″ v. d. | 1920           | 1994           | hrobové místo 13/195                  | český a československý politik Komunistické strany Československa a poslanec Sněmovny národů Federálního shromáždění za normalizace                                                                                 |
| Zezula, Oldřich                                  | | 49°17′5″ s. š., 17°23′14″ v. d.  | 1907           | 1980           | hrobové místo 30 (kolumbárium) 18/016 | akademický malíř, pedagog |
| Židlík, Zdeněk                                   | | 49°17′8″ s. š., 17°23′13″ v. d.  | 1938           | 2015           | hrobové místo 07/025                  | motocyklový závodník, Mistr republiky silničních motocyklů ve třídě do 125 cm³ z roku 1970 |